# Platymicrocythere
Platymicrocythere is een geslacht van kreeftachtigen uit de klasse van de Ostracoda (mosselkreeftjes).

## Soorten
- Platymicrocythere labiata (Hartmann, 1959) Schornikov, 1975
- Platymicrocythere tokiokai Schornikov, 1975